# 매곡초등학교 (광주)
매곡초등학교는 대한민국 광주광역시 북구에 있는 공립 초등학교이다.

## 학교 연혁
- 1994.12.05 매곡초등학교 설립인가
- 1996.09.01 매곡초등학교 개교
- 1996.10.02 매곡초등학교 개교 기념 행사
- 1996.09.01 초대 기노백 교장선생님 부임
- 1997.10.24 제1차 교단선진화 시범 발표
- 1998.10.28 제2차 교단선진화 시범 발표
- 2000.03.01 제2대 이태형 교장 부임
- 2003.03.01 제3대 장세준 교장 부임
- 2004.09.01 제4대 이영규 교장 부임
- 2006.09.01 제5대 양세열 교장 부임
- 2006.12.20 제6대 주봉길 교장 부임
- 2008.02.19 제11회 졸업식(총 졸업생 2,395명)
- 2008.03.01 하백초등학교 분리
- 2008.09.01 제7대 문행룡 교장 부임
- 2011.09.01 제8대 박영섭 교장 부임
- 2014.09.01 제9대 이장식 교장 부임
- 2015.02.13 제18회 졸업(졸업생: 111명, 총 졸업생: 3491명)
- 2016.03.01 제10대 신명순 교장 부임

## 참고 자료
- 매곡초등학교 - 한국교육학술정보원 학교알리미